# Volkswagen Parati
A Volkswagen Parati é uma perua derivada do Gol, produzida pela Volkswagen entre 1982 e 2012.
Iniciou sua produção em 1982 para ocupar o nicho de mercado deixado pela Variant II. O nome, aproveitamento de uma palavra tipicamente brasileira que identifica uma cidade histórica do país, localizada no Estado do Rio de Janeiro, adequado a um veículo do tipo perua para passeios/turismo.

## História
No início da década de 80, com a construção da nova fábrica da Volkswagen do Brasil em Taubaté (SP), a Volkswagen do Brasil deu início a produção da chamada Família BX, da qual nasceram os automóveis Gol, Voyage, Parati e Saveiro. A Parati foi a station wagon da família BX, equipada inicialmente com motor MD 1.5, de quatro cilindros em linha arrefecidos a água. O início da produção da Parati ao mesmo tempo marcou o fim da produção da Variant II, que foi um fracasso de vendas, tendo saído linha no fim do ano anterior. Inclusive, em seu projeto inicial, seu design remetia ao da sua antecessora, incluindo o painel.

## Primeira geração

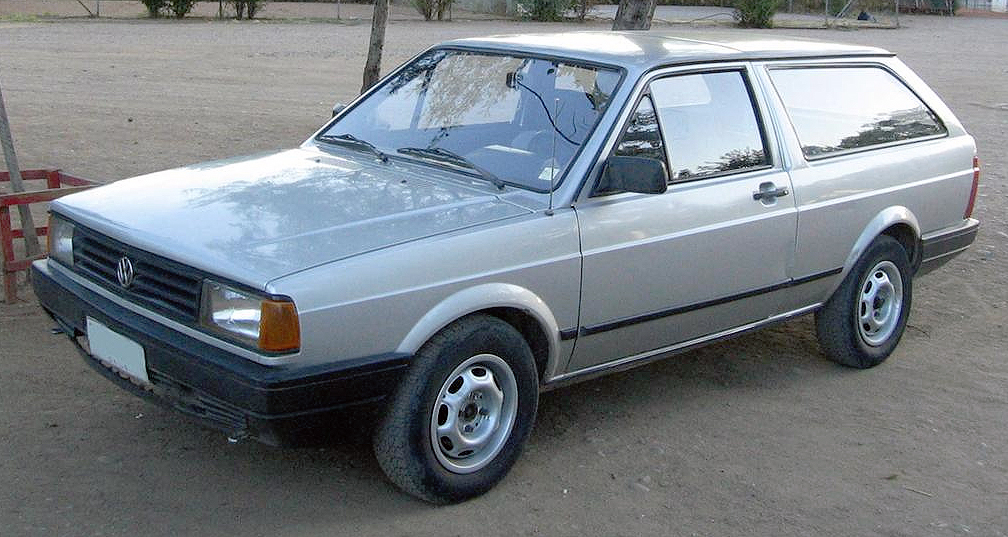
Volkswagen Parati (1ª geração - fase 2; 1987–1990).

Com a mesma mecânica do Voyage, motor refrigerado a água, a Station-Wagon de 2 portas (que só veio ter 4 em 1998) tornou-se a mais vendida no ano de 1984, o posterior ao seu lançamento. Suas linhas retas davam um ar jovial, que conquistou os jovens “Geração Rock In Rio”. Suas vendas deslancharam em 1984, quando atingiu a sétima posição entre os mais vendidos, deixando para trás as mais tradicionais do mercado: Chevrolet Marajó, Fiat Panorama e a Ford Belina, que competia com as grandes e com as pequenas.
Em 1983 chegava o motor 1.6 litro MD-270, também chamado de “Torque”, o mesmo usado no VW Passat. O Motor contava com ignição eletrônica, 2 (dois) carburadores, com mudanças da taxa de compressão, dos pistões e das válvulas. O novo propulsor era capaz de desenvolver 81cv de potência máxima sendo o mais potente fabricado pela Volkswagen do Brasil na época. Acoplado ao Motor 1.6 veio um câmbio novo, de 4 marchas, do tipo 3+E, com efeito "overdrive", visando bom desempenho com economia de combustível.
Os modelos Voyage e Parati nas versões GLS receberam em 1989 o motor 1.8 derivado do VW Gol GT, que neste último alcança 99cv, mas nos dois modelos mais familiares desenvolvia 96 cv, mas com o câmbio de 5 marchas com relações de trocas de marchas mais bem distribuídas que as do antigo câmbio de 4 marchas. Juntamente, tanto Voyage a quanto Parati, ganharam modificações estéticas. Antes, em 1987, toda a família BX recebeu frente mais baixa com para-choques envolventes e lanternas traseiras maiores, sem nenhuma mudança no interior.

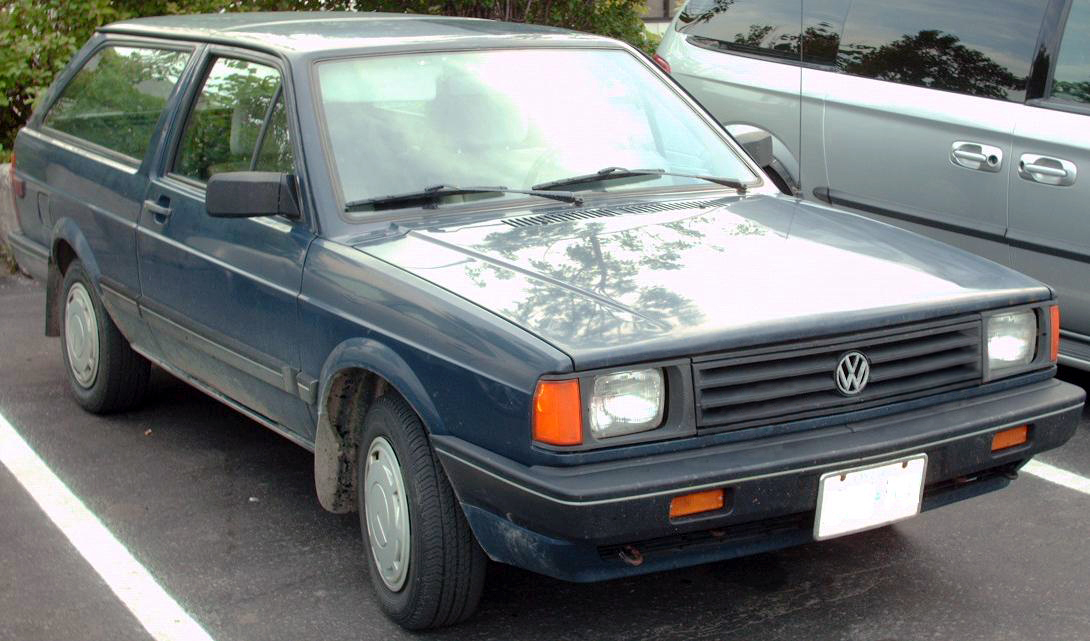
Volkswagen Fox Wagon americano (anos 80)

A Parati passou a ser produzida em tres versões em 1987, C, CL e GL, recebendo mudanças internas em 1988, com destaque para o painel usado , que similar ao usado no Voyage de exportação, o vw Fox, que logo depois passou a ser vendido, junto com a Parati, a Fox Wagon, e que obteve relativo sucesso entre os modelos pequenos da América do Norte (EUA e Canadá). Contava com instrumentos semelhantes aos do Volkswagen Santana, com um tacômetro (conta-giros). Outra característica do quadro de instrumentos era a luz composta por LEDs coloridos. O Salão do Automóvel de 1988, realizado em São Paulo, marcou a chegada da versão luxuosa e esportiva GLS, para a Parati e Voyage, com o motor 1.8 a álcool do Voyage, de 96cv..

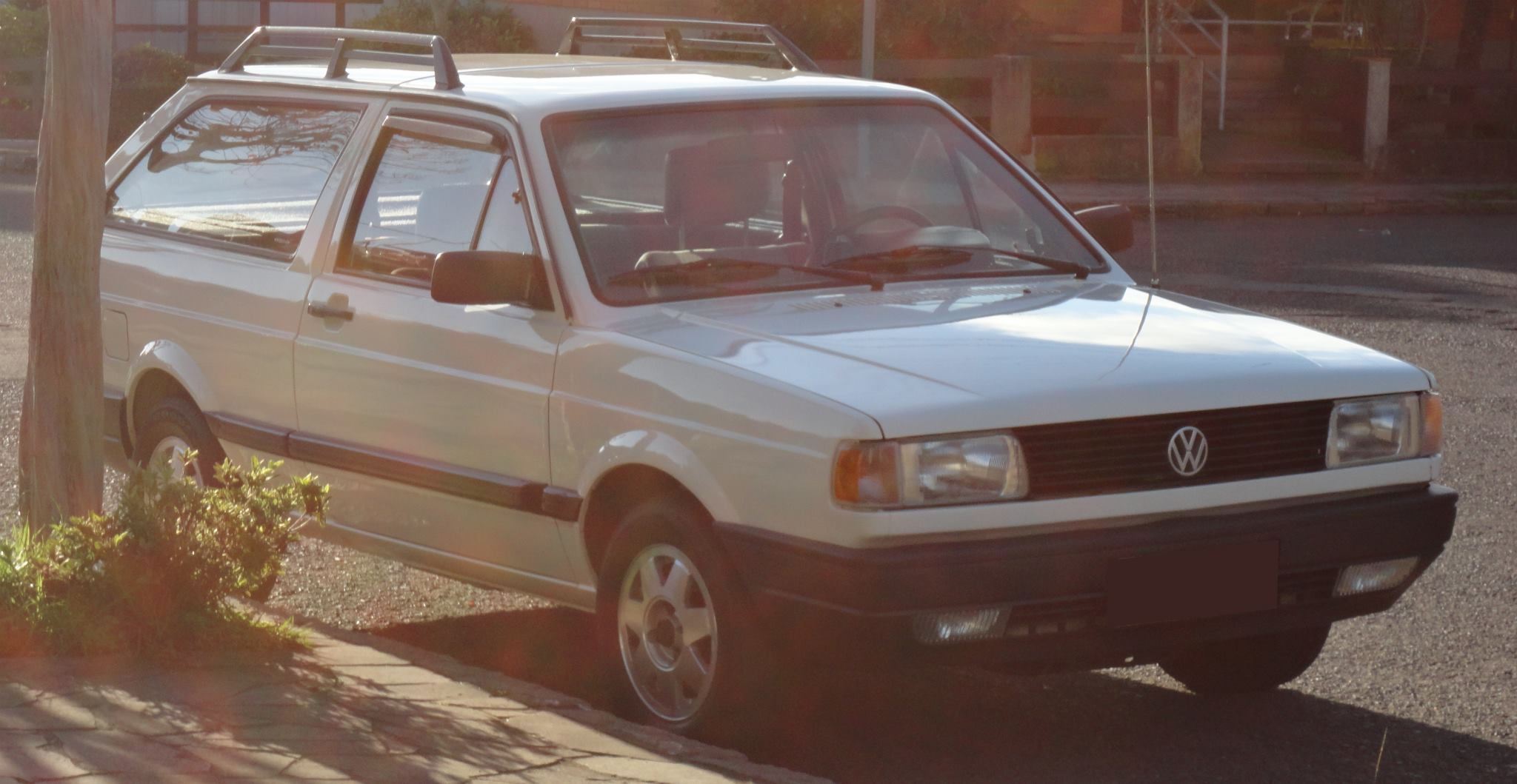
Volkswagen Parati 1994 GL 1.8

Como parte do acordo Ford-VW da Autolatina, a Parati CL recebeu o motor CHT 1.6 Ford, rebatizado de AE 1600, cuja sigla tem por significado "Alta Economia". Com 76cv de potência, a versão a álcool não primava pelo desempenho, compensado pelo bom consumo.
Na virada da década a Parati tinha as seguintes versões: CL AE 1600 (1.6) e CL AP-1800 (1.8), GL AP-1800 (1.8), GLS AP-1800 (1.8S) com duas opções de combustível. No Salão de São Paulo, de 1990, a VWB lançou a linha 91 com a reestilização frontal. A frente dos carros tornou-se mais arredondada, apesar de quadrada ainda. Na Parati foram mudanças discretas na traseira, com novas cores e estofamentos para toda a linha.
Para a linha 1992 toda a linha Gol passou a ser equipada de série com catalisador. O motor 1.8 de 99 cv, já equipava a Parati GLS, o mesmo 1.8S do Gol GTS. A versão luxuosa da Station-Wagon até hoje é admirada pelo seu visual jovem e esportivo.

## Segunda geração

### Parati G2 (Bola)

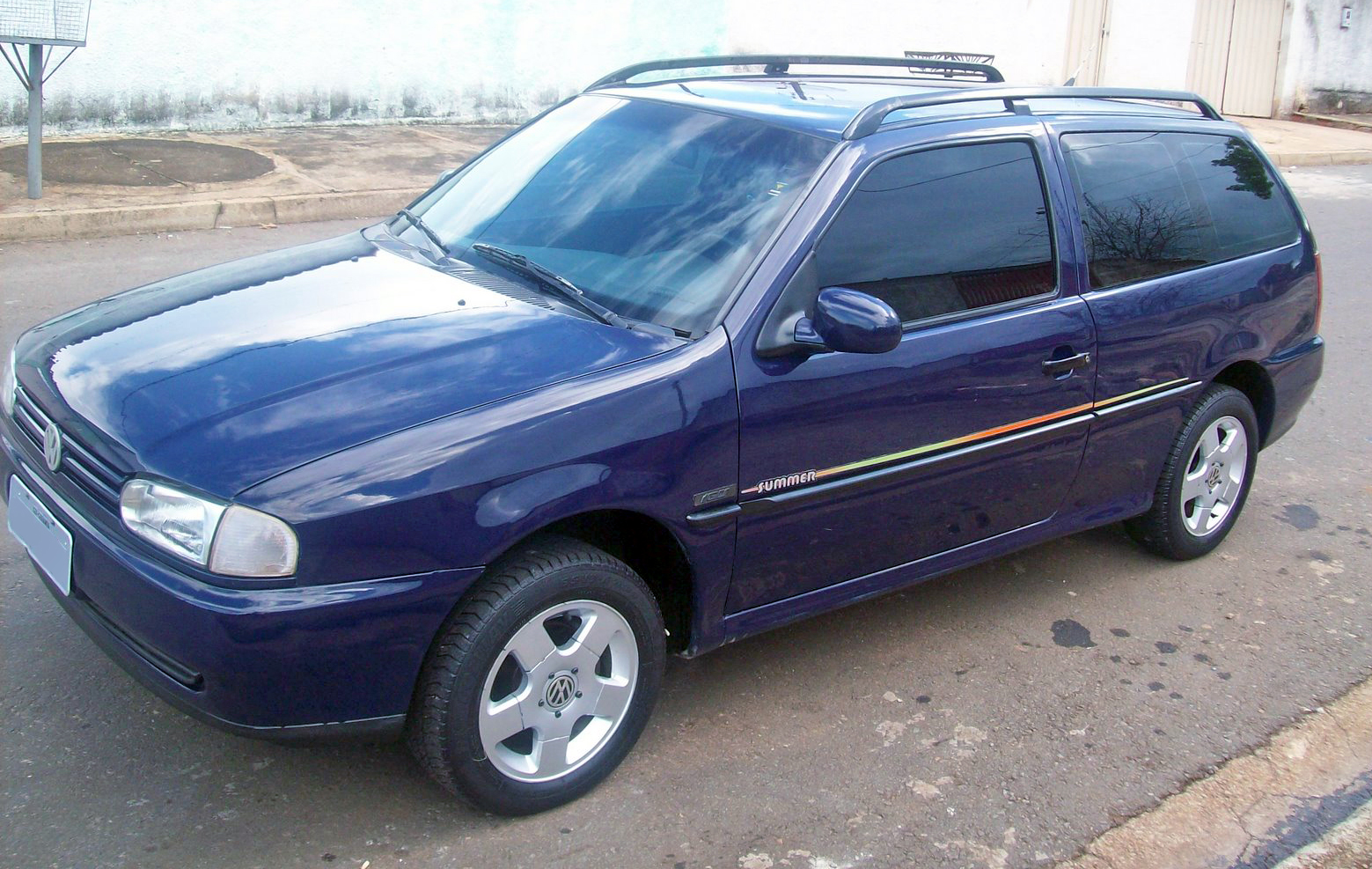
Volkswagen Parati (ainda somente com 2 portas) na segunda geração

Em 1996 a segunda geração da Parati recebeu a mesma reestilização do Gol com um desenho mais arredondado. A cor de lançamento foi a vermelha e a Volkswagen buscou dar à Parati um maior apelo esportivo junto ao público jovem, embora ainda fosse oferecida apenas na versão 2 portas (3 contada a traseira). Sua versão GLS tinha motor 2000 de 109cv de potência e injeção eletrônica FIC (Ford). A Parati passa a ser equipada com direção com assistência hidráulica, uma reivindicação antiga de seus consumidores.
Neste ano foi lançada a série especial Atlanta, em homenagem às Olimpíadas sediada na cidade americana de Atlanta. 
Em 1997 começava a produção da Parati GTI 2000 16V (Gran Turismo Injection = GTI) com injeção eletrônica multiponto. Uma característica curiosa do veículo (tal qual como o Gol) era o "calombo" no capô necessário para a acomodação do propulsor com as 16V. A versão de elevado valor, não teve bons números de vendas. 
Ao final de 1997, já como modelo 1998 a Volkswagen começou a produzir a VW Parati na versão 4 portas, considera uma antiga reivindicação de seus consumidores, que, possivelmente, não havia sido ainda atendida por problemas estruturais na carroceria. Na época suas concorrentes Fiat Palio Weekend, GM Corsa SW e Ford Escort SW só eram oferecidas com 4 portas. Além da versão com motor 1.0 de 16V, Gol e Parati passam a ter como opcionais bolsas infláveis(airbags). Neste ano chamou a atenção no Salão de São Paulo a apresentação do conceito EDP II (sigla para Engenharia Desenvolvimento de Produtos e o "II" era uma referência ao EDP 200 de 1996), uma Parati estiliza com faróis de perfil baixo, com a reestilização da Geração III, linha 2000, como grade, capô e maçanetas. Neste mesmo ano a Parati perdeu a liderança do mercado para o Fiat Palio Weekend.

### Parati G3

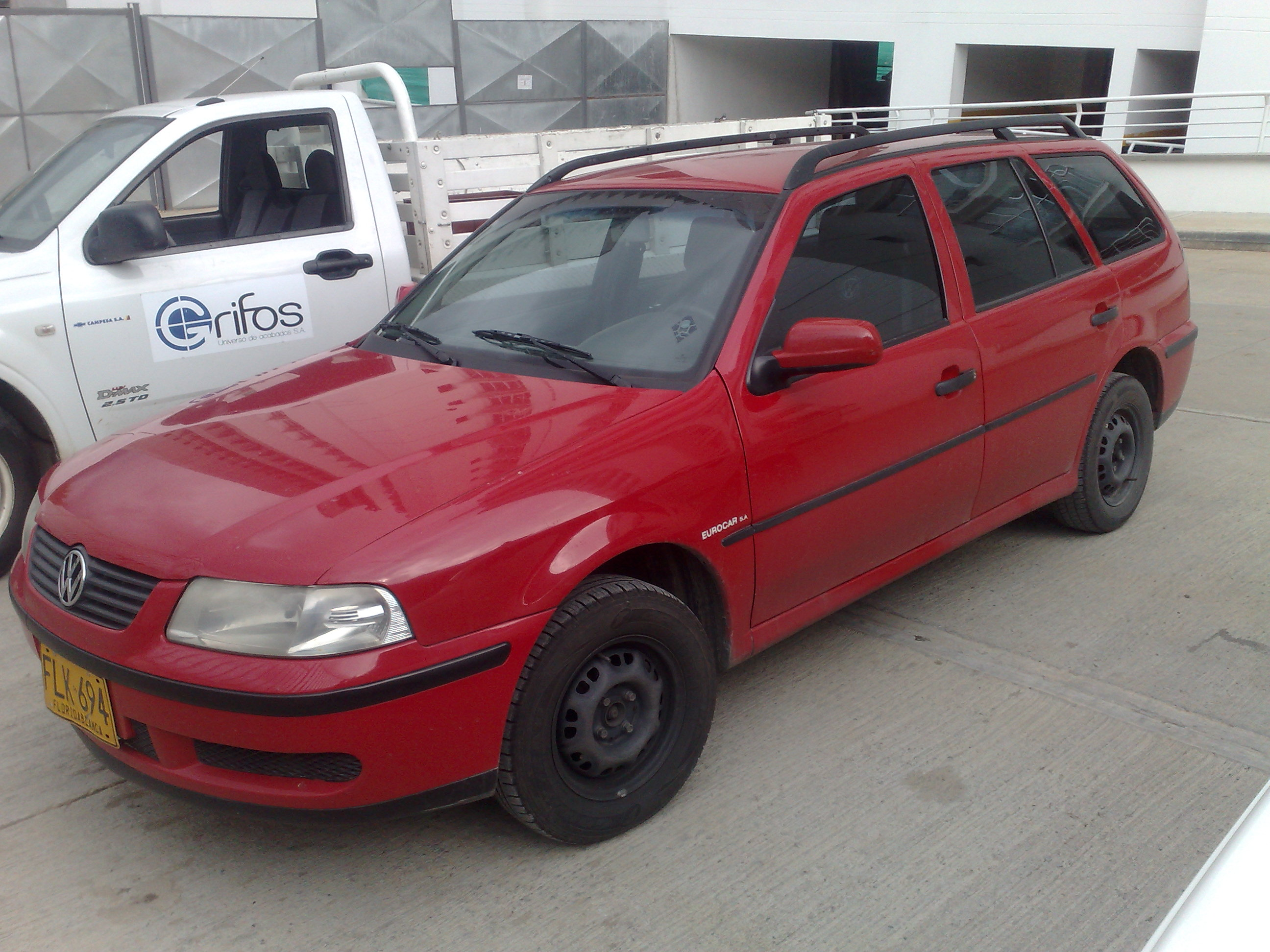
Volkswagen Parati G3 - um facelift da 2ª geração.

Em 1999 foi reestilizada a Parati com as mesmas mudanças estéticas e mecânica aplicadas ao Gol. 2000 - 1.0 16V Turbo (112cv) e 1.6 álcool. A VW Parati passou a ser equipada com o primeiro motor 1.0 turboalimentado de série do mercado, a VW Parati, cinco meses depois de a Volkswagen ter apresentado o então novo motor turbinado a bordo do Gol. A Parati Crossover - versão esporte - possuía suspensão mais alta (em 2,7 cm), com visual mais robusto devido aos para-choques e apliques de plástico preto, com cromados na grade, spoilers e saias laterais, tendo mais cara de "carro urbano". A Versão Crossover contava com duas motorizações: o moderno 1.8 TotalFlex (103cv a gasolina e 106cv a álcool) e e o antigo 2.0, com 112cv de potência e mais torque.
Internamente, o painel de instrumentos diferencia-se das outras versões com novo desenho de velocímetro e conta-giros, assim como os números, têm apelo mais esportivo, além do pomo da alavanca de câmbio com detalhe cromado e volante revestido de couro. De série, a Crossover trazia ar-condicionado, direção hidráulica, trio elétrico, banco do motorista com regulagem de altura, entre outros itens. Em agosto deste mesmo ano a Volkswagen lançava a versão bicombustível da Parati "City".
Em agosto de 2004 encerra a produção da VW Parati com motor 1.0 16V Turbo. A versão Plus começa a ser vendida com motor 1.6 Total-Flex, e com apoios de cabeça no banco traseiro e faróis duplos com lâmpadas de luz branca. Garantia de três anos para motor e câmbio.

#### Versões (G3)
- Plus - 1.6
- Turbo - 1.0 16V Turbo (2001–2003): Essa versão é praticamente uma City, só que com motor turbo. Seu motor possui 112 cv.
- Tour - 1.0 16V, 1.8 AP e 2.0 AP (2002–2003)
- Fun -  1.0 16v (2003)
- Sunset - 1.0 16v (2002)
- Summer - 1.0 16v (2001–2002)
- Evidence - 1.0 16v Turbo e 1.8 AP (2003)
- Sportline -1.0 16v Turbo e 2.0 AP (2002–2005)
- City - 1.6 AP (2000 - 2005)
- Comfortline - 1.6 AP, 1.8 AP e 2.0 AP (1999–2002): Essa Versão era tida como opcional era dotada por seu luxo e conforto.
- Crossover - 1.0 16v Turbo, 1.8 AP e 2.0 AP (2002–2005): essa versão é dotada por sua esportividade e conforto. Contém traços de um Crossover, como suspensão elevada e para choque elevado. Ficou até a última geração 3.
- Track & Field - 1.6 AP, 1.8 AP e 2.0 AP (2003–2005): Versão top de linha oferecida a partir de 2003 em alusão a Track & Field.
- GTI - 2.0 16v (1999–2000): Essa versão, extremamente rara, foi a mais completa já lançada, sendo dotada de um motor de 153 cv e suspensão esportiva.

### Parati G4

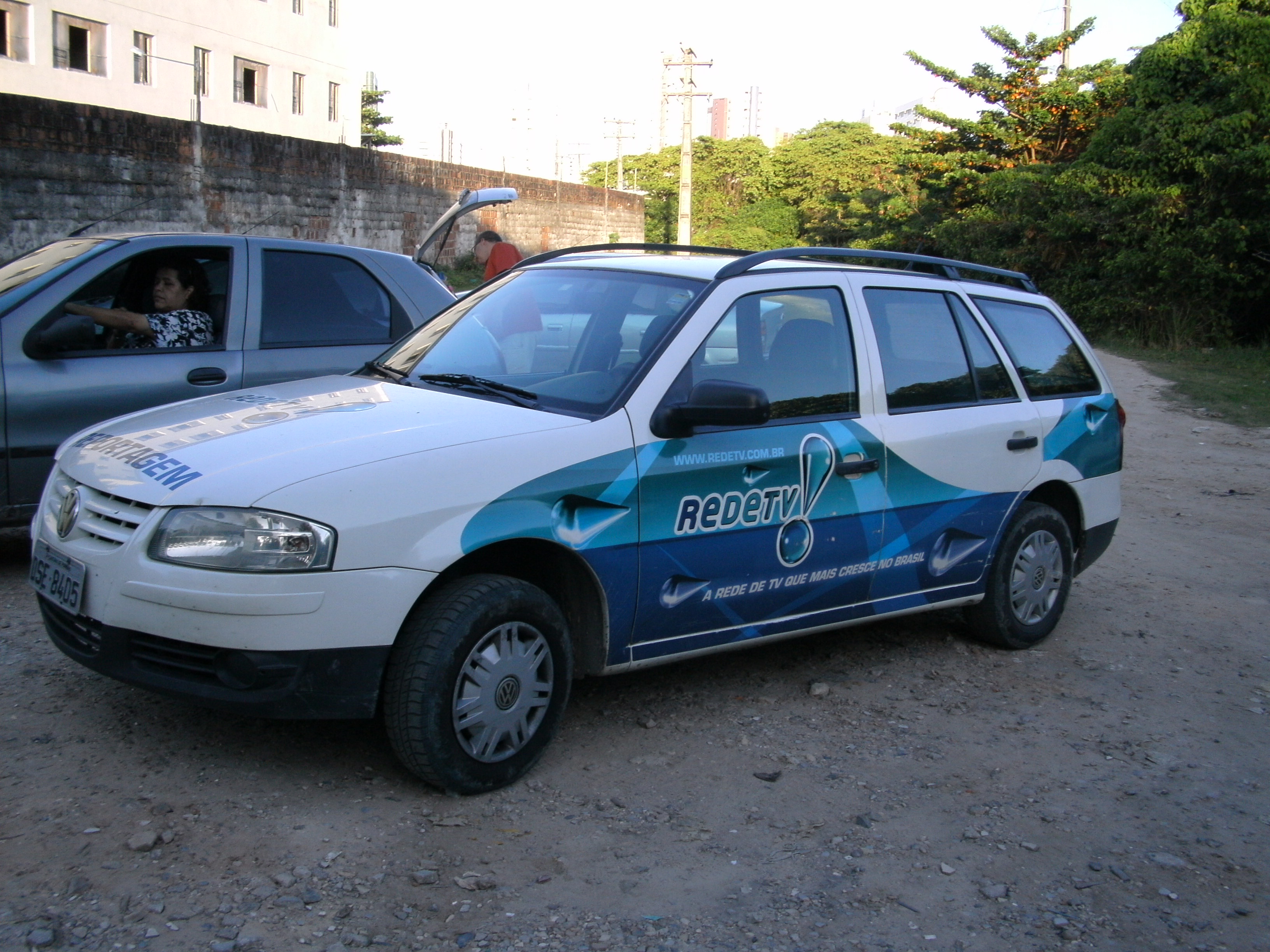
Volkswagen Parati G4 - mais uma reestilização da segunda geração, utilizado como veículo de reportagem da RedeTV!.

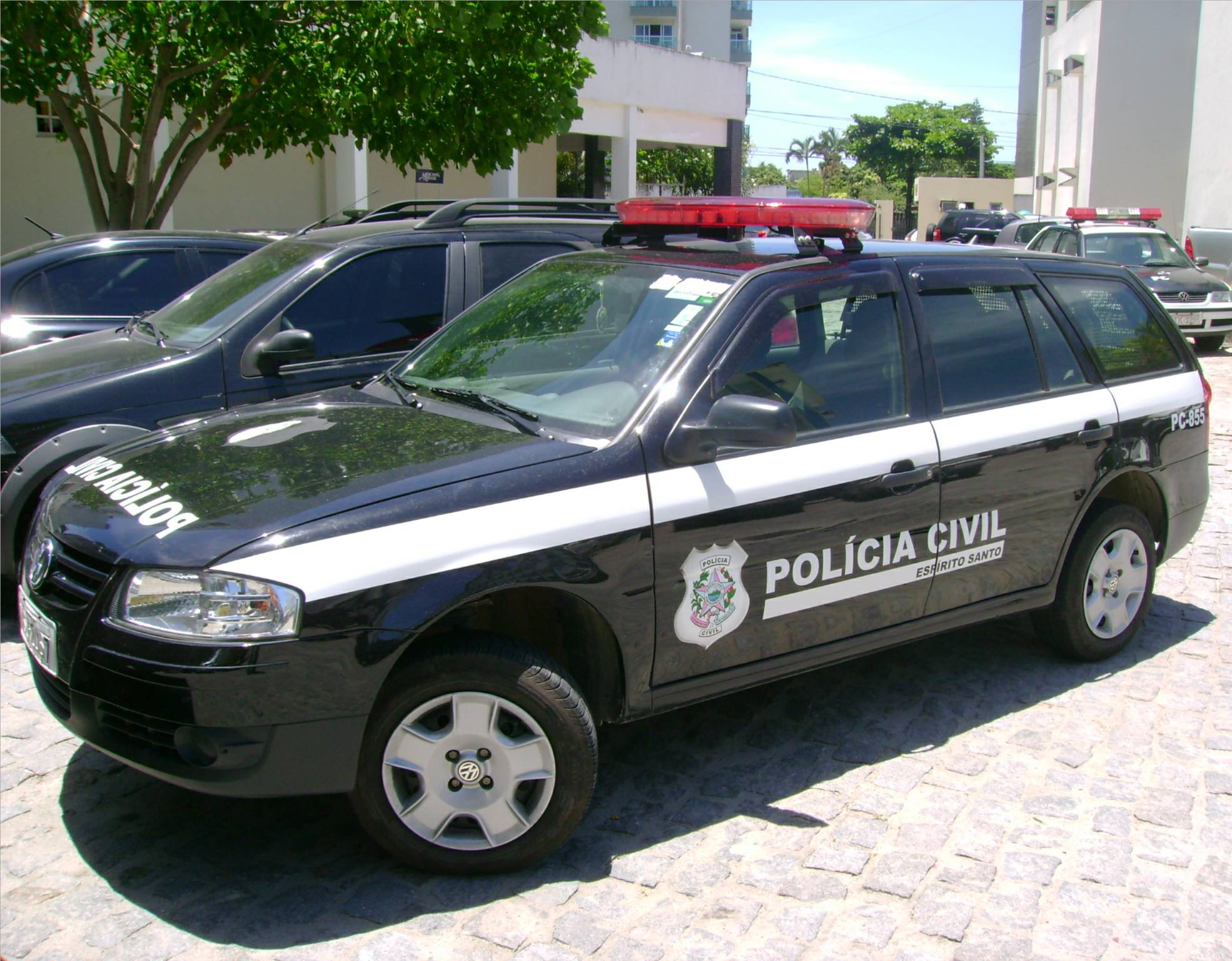
A Parati também ficou famoso como viatura da Polícia. Aqui, temos a da Polícia Civil do Espírito Santo.

Em 2005 a VW Parati G4 é lançada, com novos para-choques e com novo desenho na traseira, com lanternas e vidros maiores. A série especial "Track & Field", limitada a 4400 unidades, chega ao mercado com duas opções de motorização: 1.6 e 1.8, ambos flexíveis, com detalhes tanto externos quanto internos que a diferenciam da Parati "Standard", possuindo como equipamentos básicos, nas duas opções de motorização, ar condicionado, aerofólio traseiro selfcolor com 'break-light', barras longitudinais de teto, lanterna e faróis de neblina, preparação para som com alto-falantes, banco do motorista com regulagem de altura milimétrica, tacômetro, banco e encosto traseiro bipartidos e rebatíveis. Como opcional há CD Player com comandos atrelados ao volante, trava elétrica nas portas, freios ABS e controle elétrico dos retrovisores. O sistema de rastreamento passa a ser disponível para toda a linha Volkswagen.
Além da decoração na carroceria a Série Surf contava com faróis auxiliares com máscara negra, moldura de plástico, cinza nas caixas das rodas e para-choques, rodas de liga leve aro 15", nas cores cinza e preta. No interior apliques prateados nas portas, painel e interruptores, tons metálicos também nos botões de acionamento dos faróis e freio de mão, além dos anéis das saídas de ventilação. Os equipamentos de série eram direção hidráulica, alto-falantes, luz de leitura e espelhos retrovisores externos com controle interno. A linha VW Parati passa a ter duas versões de acabamento, Plus e Comfortline, com duas de motor, 1.6 e 1.8 Total Flex. Os modelos 1.6 e 1.8 da Parati modelo 2010 são Titan (para uso misto) e Surf com roda de liga leve (estrada).
Em 30 de junho de 2012 a Volkswagen anunciou o fim da produção da perua, a fim de abrir espaço para o Volkswagen SpaceFox, seu sucessor natural. As últimas unidades, fabricadas naquele mês, foram entregues até Agosto aos revendedores.